# Xi Pavonis
Désignations
Xi Pavonis (en abrégé ξ Pav) est une étoile triple de la constellation australe du Paon. Elle est visible à l'œil nu avec une magnitude apparente d'environ 4,4. D'après la mesure de sa parallaxe annuelle par le satellite Gaia, le système est distant d'environ ∼ 440 a.l. (∼ 135 pc) de la Terre. Il s'éloigne du Système solaire à une vitesse radiale de +12 km/s.
La composante la plus brillante, désignée Xi Pavonis A, est une binaire spectroscopique à raies simples avec une période orbitale de 2 214 jours (6,06 ans) et avec une excentricité de 0,26. Son étoile visible est une géante rouge évoluée de type spectral K4III. C'est une variable irrégulière à longue période, dont la magnitude apparente varie entre 4,35 et 4,38 sans période définissable.
La troisième étoile du système, Xi Pavonis B, est une étoile jaune-blanc de la séquence principale de type spectral F6V présumé et de magnitude 8,10. Elle était située à une séparation angulaire de 3,7 secondes d'arc de Xi Pavonis A en 2016, avec qui elle forme une binaire visuelle connue comme GLE 2. Elle a été résolue pour la première fois par Walter Gale en 1894.